# Call It What It Is
Pour l'album de Ben Harper and The Innocent Criminals, voir Call It What It Is (album).
Call It What It Is est album de Miles Davis enregistré en public en 1973.

## Titres
Tous les titres sont des compositions de Miles Davis.
1. "Ife" – 34:06
2. "Untitled compostion #04 (Prelude, part 2)" – 13:17
3. "Untitled compostion #05 (Zimbabwe)" – 11:22

## Musiciens
- Miles Davis – trompette
- Al Foster – batterie
- james "Mtume" Foreman – percussions
- Dave Liebman - saxophones soprano et ténor, flûte
- Pete Cosey - Percussions, guitare électrique
- Mike Henderson - basse